# Pasqual Cucala Mir
Pasqual Cucala Mir, conegut per "Rull de la Mira", (Alcalà de Xivert, 1816 - Portvendres, 1892), va ser un militar valencià, destacat capitost carlí durant la Tercera Guerra Carlina al Maestrat, tot i haver participat també com a simple voluntari en les dues primeres.

## Inici de la tercera carlinada
Retirat al seu poble i fent de llaurador després de les dues primeres guerres, es va aixecar el 1872 al crit de "Visca Carles VII!" amb uns 50 homes. A través de diverses accions per sorpresa aconseguí els primers èxits que el portaren a aconseguir armes i diners. El desembre d'aquell any va crear a Sant Mateu un batalló carlí, format per cinc companyies i un Estat Major integrat pels seus fills i altres membres de la seva família.

## Carrera militar
Assolí una gran popularitat entre els seus homes, essent comparat fins i tot amb el llegendari Cabrera. Home poc instruït, anàrquic i cruel, encaixa més aviat en el perfil del guerriller valent i lleial a la seva causa. Gaudí d'una gran estima, tanmateix, per part de l'Infant Alfons Carles de Borbó, Comandant General dels carlins de Catalunya i el Centre.
Dirigí, al llarg de la Tercera Guerra Carlina, arriscades operacions militars amb les que aconseguí arribar a les portes de Castelló de la Plana i creuar el Xúquer diverses vegades i arribar a les envistes de València. A finals del 1873, compartí amb el coronel Santés la direcció de les forces carlines al Regne de València. Ocupà entre altres les places de Tortosa, Amposta, Sagunt, Morvedre, Borriana, Almassora, Borriol, Segorb, Xàtiva, Vila-real, Onda i Alcoi i fou ascendit per mèrits de guerra a brigadier de l'Exèrcit Reial del Centre per l'alt comandament carlí.
Es distingí en l'acció d'Oristà, on impedí que l'Infant Alfons Carles de Borbó i la seva dona Maria de les Neus de Bragança caigueren presoners dels liberals.
Fou ferit a Minglanilla el 1873, en un enfrontament amb el brigadier Emilio Calleja i finalment derrotat a Iecla el 1874.

## Fi de la guerra, exili i mort
En acabar la guerra, s'exilià a França i feu de comerciant de vins fins a la seva mort a causa del càncer, a Portvendres, el 1892.